# نادي بيزا
نادي بيزا نادي بيزا (Pisa Sporting Club) هو نادي كرة قدم إيطالي محترف يقع في مدينة بيزا بمنطقة توسكانا. تأسس النادي عام 1909، ويُلقب بـ"النيراتزوري" (الأسود والأزرق) نظرًا لألوانه التقليدية.